# Barrio de Cima
Barrio de Cima es una entidad de población situada en la parroquia de Lamalonga, del municipio español de La Vega, en la provincia de Orense, Galicia.

## Demografía
La entidad de población de Barrio de Cima no consta ni en las bases de datos del INE ni en las del IGE por lo que se desconocen los datos demográficos de la misma.